# Hedvika Krejčová
Hedvika Krejčová, někdy též Hedvika Krejčí (4. ledna 1947 Praha – listopad 2017 (tělo objeveno 24. ledna 2018) Paříž), byla česká a později francouzská malířka, grafička, sochařka, básnířka.  

## Život
Hedvika Krejčová se narodila v Praze v rodině ak. malíře Jiřího Krejčího. Hedvika vyrůstala v umělecké rodině, otec byl významný malíř a proto šla v jeho šlépějích. V letech 1962–1966 vystudovala Střední uměleckoprůmyslovou školu. V dalším studiu pokračovala v letech 1969–1975 na pražské malířské akademii, kde se školila u prof. Paderlíka. 
V roce 1980 emigrovala do Francie, kde se v letech 1981–1982 vzdělávala v Paříži na École nationale supérieure des beaux-arts v sochařském atelieru Martina Etienna. Později ještě v letech 1995–1996 studovala základy japonské kaligrafie.  
Hedvika Krejčová zemřela ve svém pařížském bytě patrně koncem listopadu roku 2017, tělo však bylo objeveno až 24. ledna následujícího roku.

## Výstavy

### Autorské
- 1978 Hedvika Krejčová: Kresby, Divadlo v Nerudovce, Praha
- 1989 Hedvika Krejci, Centre d'Accueil des Etudiants du Proche-Orient, Paříž
- 1995 Hedvika Krejčí - Krejčová, Galerie knihkupectví Paseka, Praha

### Kolekivní
- 1975 Žena v tvorbě mladých výtvarníků, Galerie U Řečických, Praha
- 1977 Jan Bouška, Hedvika Krejčová: Obrazy, Divadlo v Nerudovce, Praha
  - Mladí čeští výtvarní umělci na počest II. sjezdu SSM, Galerie Fronta, Praha
- 1978 Umění vítězného lidu. Přehlídka současného československého výtvarného umění k 30. výročí Vítězného února, Jízdárna Pražského hradu, Praha 
  - Konfrontace, Mikrobiologický ústav ČSAV, galerie, Praha
- 1985 Herzog-Silesia, Hedvika Krejci, Jean Rutz, Galerie & Edition Ra, Curych
- 1988 Michael Hanousek, Roman Kameš, Hedvika Krejčí, František Kyncl, Martin Oliva, Josef Šnobl, Jan Kotík, Rudolf Valenta, Siegfried Wameser, Haus am Checkpoint Charlie, Berlín

2012 Revue K: Éditions d'Art - Včera a dnes / Hier et Aujourd'hui, DOX, Malá věž, Praha
- 2021 Pohled do Archivu 15 – PF, DOX, Malá věž, Praha